# Collegiove
Collegiove – miejscowość i gmina we Włoszech, w regionie Lacjum, w prowincji Rieti.
Według danych na rok 2004 gminę zamieszkiwało 176 osób, 17,6 os./km².